# Mnichowy Potok (dopływ Jałowieckiego Potoku)
Mnichowy Potok (słow. Mníchov potok), dawniej nazywany również Mikawym Potokiem (Mikavy potok, Mikov) – potok w słowackich Tatrach Zachodnich, prawy dopływ Jałowieckiego Potoku. Ma źródła pod Małą Kopą, na wysokości około 1520 m. Spływa Mnichowym Żlebem w południowym kierunku. U podnóży Mnicha, przy schronisku Chata Czerwieniec zmienia kierunek na wschodni i w Dolinie Jałowieckiej naprzeciwko Trnaca uchodzi do Jałowieckiego Potoku. Następuje to na wysokości ok. 950 m n.p.m. Przy Chacie Czerwieniec Mnichowy Potok przekracza niebieski szlak turystyczny.

## Szlaki turystyczne
niebieski: Bobrowiecki Wapiennik – rozdroże pod Babkami – Chata Czerwieniec – Przedwrocie 3:20 h, ↓ 2:35 h